# 兴隆镇 (巴中市)
兴隆镇，是中华人民共和国四川省巴中市恩阳区下辖的一个乡镇级行政单位。

## 行政区划
兴隆镇下辖以下地区：
凤凰庙村、龙顶村、金鸭村、牌坊村、玉凰村、关公庙村、土桥村、石佛村、北斗村、插旗村、龙显村、法华村和双石村。